# Эрпенбек, Дженни
Дженни Эрпенбек (нем. Jenny Erpenbeck; род. 12 марта 1967, Берлин, ГДР) — немецкая писательница и режиссёр.

## Биография
Дженни Эрпенбек — дочь физика, философа и писателя Йона Эрпенбека и переводчицы с арабского языка Дорис Килиас. Дедушка — Фриц Эрпенбек, бабушка Хедда Циннер.
Дженни Эрпенбек окончила среднюю школу в Восточном Берлине, ГДР и получила аттестат зрелости в 1985 году. Два года училась на переплётчика, затем работала в нескольких театрах реквизитором и гардеробщицей.
В 1988—1990 годах Дженни изучала театральное искусство в Берлинском университете, затем училась на музыкального режиссёра в Высшей школе музыки имени Ханса Эйслера. По окончании учёбы в 1994 году некоторое время работала ассистентом режиссёра в оперном театре Граца, с 1997 года самостоятельно работала над постановками в том же театре.
С 1998 года работала в различных театрах Германии и Австрии, в том числе, в Ахене, Нюрнберге и Берлинской государственной опере.
В 1990-е годы Дженни Эрпенбек обратилась к литературной деятельности и написала несколько прозаических и драматических произведений. Сочинения Эрпенбек переведены на многие языки мира.
У Дженни Эрпенбек есть сын (род. 2002).
В 2024 году за роман «Кайрос» получила Международную Букеровскую премию, став первым автором из Германии, удостоенным этой награды. Приз в размере 50 тысяч фунтов стерлингов (более 5,7 млн рублей по текущему курсу) писательница разделила с переводчиком романа на английский язык Михаэлем Хофманом.

## Сочинения
- Geschichte vom alten Kind. Verlag Eichborn, Frankfurt am Main 1999, ISBN 3-8218-0784-9
- Tand. Erzählungen. Verlag Eichborn. Frankfurt am Main 2001, ISBN 3-8218-0696-6
- Wörterbuch. Verlag Eichborn. Frankfurt am Main 2004, ISBN 3-8218-0742-3
- Heimsuchung. Verlag Eichborn. Frankfurt am Main 2008, ISBN 978-3-8218-5773-2
- Dinge, die verschwinden. Galiani. Berlin 2009, ISBN 978-3-86971-004-4
- Хвали день к вечеру / Aller Tage Abend. Knaus Verlag, München 2012, ISBN 978-3-8135-0369-2
- Katzen haben sieben Leben. UA: 30. Januar 2000, Vereinigte Bühnen Graz; Frankfurt am Main: Verlag der Autoren
- Leibesübungen für eine Sünderin. UA: 27. März 2003, Deutsches Theater Berlin; Frankfurt am Main: Verlag der Autoren